# Latent sjukdom
En latent sjukdom är en sjukdom som befinner sig i ett viloliknande stadium och plötsligt med eller utan känd anledning bryter ut. Sjukdomsorsaken har funnits närvarande en längre tid men inte blivit besvärande förrän den har fått rätt livsbetingelser som gör det möjligt att anta ett hastigare förlopp, och för den drabbade med mer besvärande och allvarligare symptom som följd. Vanliga exempel är virus som aktiveras när immunförsvaret försvagas, exempelvis herpes- och vattkoppsinfektioner, det senare i form av bältros.